# Agent littéraire
Pour les articles homonymes, voir Agent.
Un agent littéraire est un intermédiaire (individu ou société) qui représente des auteurs au sens large.

## Définition
Sa fonction principale est d'assister, conseiller et défendre les droits des auteurs lors des opérations de vente regardant leurs écrits en participant aux négociations et en préparant les contrats. La plupart des pays de droit anglo-saxon fonctionnent uniquement par le biais des agents. L'agent a pour clients des auteurs : il peut démarcher des éditeurs, des producteurs de théâtre et des producteurs de films, entre autres. Il est alors réglé au pourcentage (variable) sur ses services, calculés en fonction du produit des ventes qu'ils négocient au nom de leurs clients, montant généralement hors-contrat.

## Histoire d'un métier
Ce métier en tant que tel est apparu au Royaume-Uni, dans les années 1880. Le premier agent est A. P. Watt, un Écossais qui s'impose sur la place de Londres, après avoir été un publicitaire, représentant par exemple Arthur Conan Doyle, facturant 10 % ses services, et l'éditeur William Heinemann (en) (1863-1920) finit par s'en plaindre, le traitant de « parasite »[réf. à confirmer]. De façon plus informelle, il exista précédemment des intermédiaires littéraires : ainsi le consul américain Thomas Aspinwall (en) (1786-1876) fut engagé comme intermédiaire transatlantique entre New York et Londres, par des auteurs comme Washington Irving et William H. Prescott.
L'une des plus anciennes agences au monde est Curtis Brown (en), fondée à Londres en 1899 par l'Américain Albert Curtis Brown.

## France
Cette fonction d'intermédiaire, très répandue dans les pays anglo-saxons et hispaniques, n'est pas traditionnellement très développée en France : en réalité, il existe depuis longtemps des auteurs français syndiqués pour défendre leurs droits, l'histoire de la SACD et de la SGDL en témoigne. Cette fonction existe également sur le plan international depuis longtemps, l'agent devenant un lien entre les marchés linguistiques du livre, le marché anglophone et hispanophone étant dominant. Sur le plan du marché intérieur français, la tradition fut longtemps d'un rapport direct entre éditeur/producteur et auteur, via un éventuel conseil juridique ou financier (avocat fiscaliste, etc.).
La toute première agence française est fondée à Paris, en 1920, par William Aspenwall Bradley (1878-1939) et son épouse Jenny, un couple d'Américains, installé entre la capitale française et New York : leur travail pionnier, fonde un pont littéraire entre la France et les États-Unis, en passant par Londres, où la fonction des agents est essentielle dans l'industrie du livre et de ses produits dérivés (traduction, adaptation, etc.).
D'autres agents émergent en France par la suite comme Boris Hoffman (fils de Michel Hoffman, devenu agent à Paris dans les années 1930), Michelle Lapautre, Mary Kling et surtout, Artmedia, qui possède depuis la fin des années 1960, un pôle littéraire.

### AuXXIesiècle
Deux événements littéraires des années 2000 l'ont remise en lumière. En 2004, le transfert de Michel Houellebecq de Flammarion vers Fayard, négocié à un niveau record — 1 million d'euros — par son agent littéraire François Samuelson, et en 2006 le recours par Jonathan Littell à l'agent littéraire Andrew Nurnberg pour vendre les droits mondiaux de son best-seller Les Bienveillantes, Gallimard ne détenant que les droits pour l'édition en français. Au printemps 2014, le passage à nouveau officié par François Samuelson de l'autrice Karine Tuil des éditions Grasset à la collection Blanche de Gallimard fait grand bruit dans le monde littéraire sur l'impact croissant de l'agence, malgré une absence de statut officiel en France par rapport à leur institutionnalisation dans les pays anglo-saxons.
Cependant, un syndicat d'agents et d'agentes littéraires, l'Alliance des Agents Littéraires français (AALF), apparaît dans le pays en 2016, à la veille du Salon du Livre de Paris. L'Alliance se dote d'une charte déontologique afin de préciser l'étendue de leur champ d'action dans la chaîne du livre. Il est estimé alors qu'en 2016 en France, seulement 2 % des auteurs et autrices ont un ou une agente qui toucherait entre 15 et 20 % des droits d'auteur négociés par son entremise.

### Dans la fiction
- Aleksandre Psar